# Dél-Szudánban történt légi közlekedési balesetek listája
A Dél-Szudánban történt légi közlekedési balesetek listája mind a halálos áldozattal járó, mind pedig a kisebb balesetek, meghibásodások miatt történt, gyakran csak az adott légiforgalmi járművet érintő baleseteket is tartalmazza évenkénti bontásban. A 2011. július 9. előtti légi közlekedési balesetek a Szudánban történt légi közlekedési balesetek listája oldalon szerepelnek.

## Dél-Szudánban történt légi közlekedési balesetek

### 2015
- 2015. november 4., Juba repülőtértől 800 méterre. Az Allied Services légitársaság EY-406 lajstromjelű, Antonov An-12BK típusú szállító repülőgépe felszállást követően a túlterheltség miatt egy hegynek ütközött. A balesetben 37 fő vesztette életét, kettő fő túlélte.[1]

### 2018
- 2018. szeptember 9., Yirol-tó. Lezuhant a Baby Airlines Let–410-es típusú utasszállító repülőgépe. A gépen utazó 22 utas közül 18 fő életét vesztette, három túlélője van a balesetnek.[2]